# Noah Kuavita
Noah Kuavita (Borgerhout, 28 luglio 1999) è un ginnasta belga.

## Biografia
Ha rappresentato la nazionale maggiore agli europei di Glasgow 2018 nel concorso della sbarra.